# Paul Harrington
Paul Harrington (Dublín, 1960) es un músico irlandés, que, con Charlie McGettigan, ganó el Festival de la Canción de Eurovisión por Irlanda en 1994. 
La canción ganadora del concurso fue Rock 'n' Roll Kids, escrita y compuesta por Brendan Graham. Harrington y McGettigan fueron el primer grupo en la historia de Eurovisión que consiguieron más de 200 puntos (226), y su victoria fue la tercera consecutiva para Irlanda, lo que representa el primer hat trick de un país en el Festival. Regresó a Eurovisión en 1998 como coro de Dawn Martin en la canción "Is Always Over Now" en Birmingham. 
En 1991, Harrington, lanzó un álbum llamado -What I'd say- que incluía doce canciones, once de las cuales fueron compuestas por el mismo.
Harrington ha cantado varias veces como corista de algunos ocumentales para la RTÉ irlandesa.
En mayo de 2008 Paul Harrington publicó "Collection", una compilación de 18 canciones del cantante.